# Degmaptera olivacea
Degmaptera olivacea là một loài bướm đêm thuộc họ Sphingidae. Loài này có ở Malaysia bán đảo và Borneo.
Nó gần giống loài Smerinthulus diehli, but the hindwings are less pink, the bands on the forewing are yellowish và the apex of the forewing is less strongly produced.

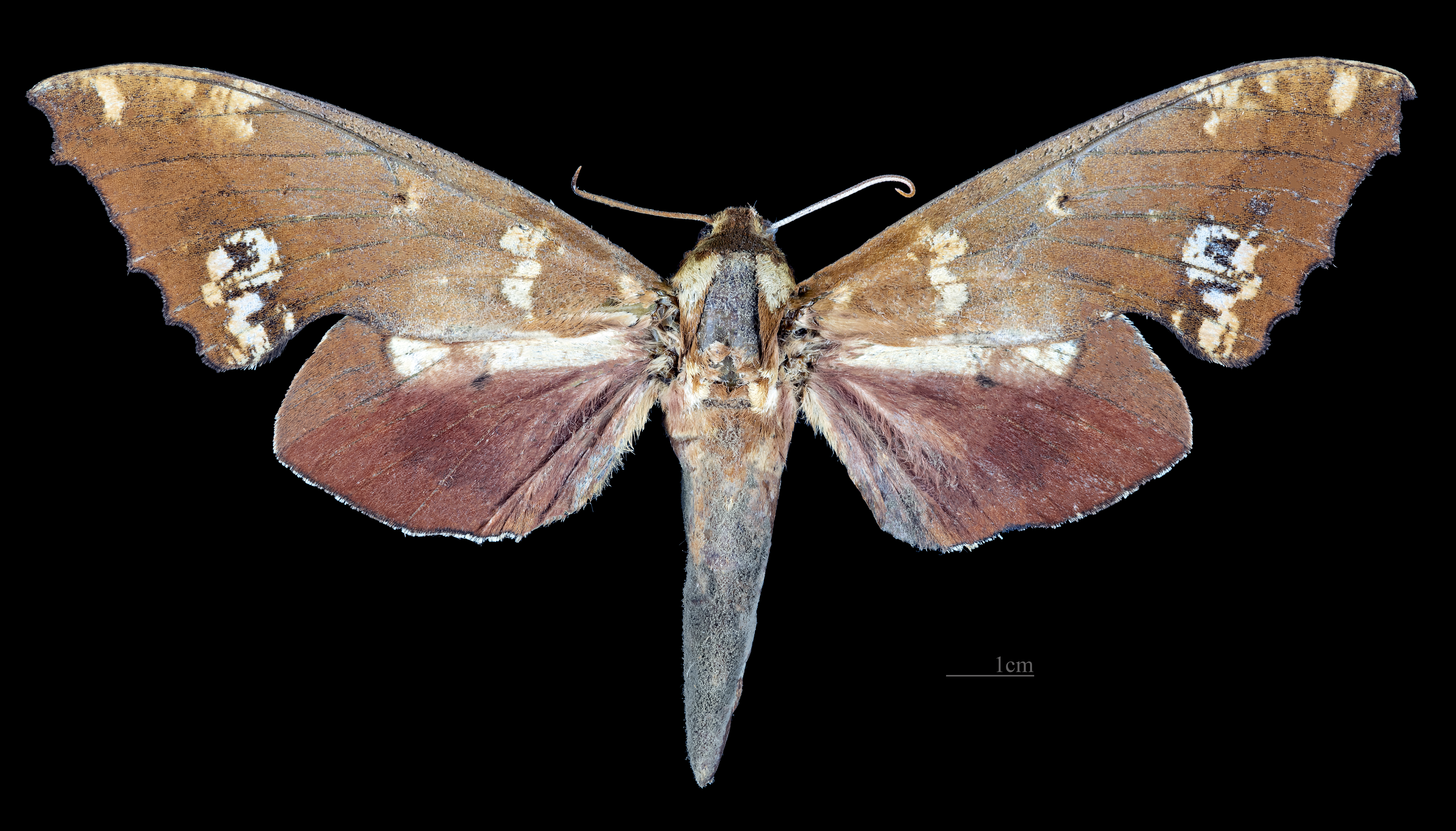
♀
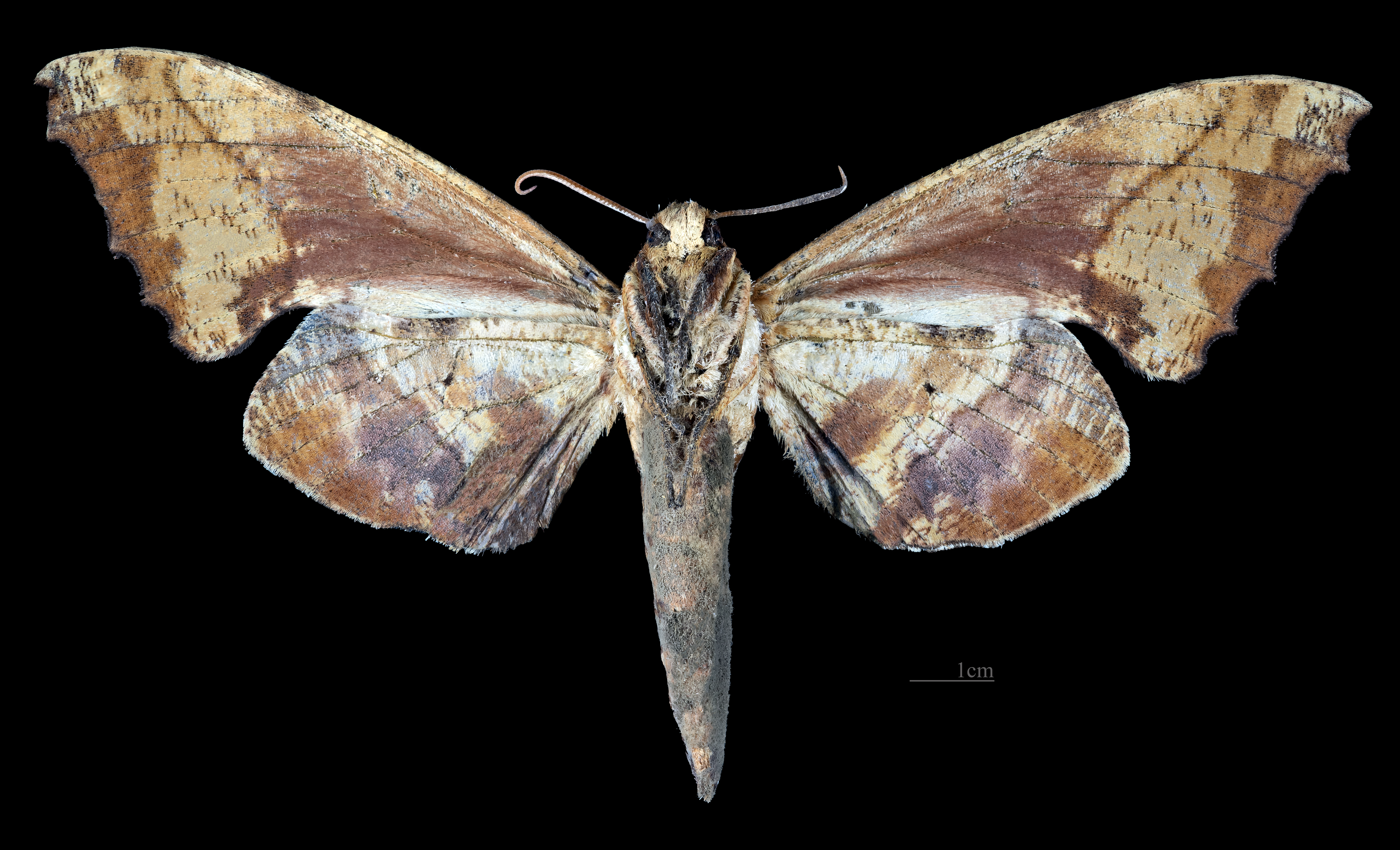
♀ △